# Szostakowo
Szostakowo – wieś w Polsce położona w województwie podlaskim, w powiecie hajnowskim, w gminie Czyże.
Wieś królewska w leśnictwie  bielskim w ziemi bielskiej województwa podlaskiego w 1795 roku. W latach 1975–1998 miejscowość administracyjnie należała do województwa białostockiego. 
Wieś w 2011 roku zamieszkiwały 83 osoby. 
Prawosławni mieszkańcy wsi należą do parafii Wniebowstąpienia Pańskiego w Nowoberezowie, a wierni kościoła rzymskokatolickiego do parafii Podwyższenia Krzyża Świętego i św. Stanisława, Biskupa i Męczennika w Hajnówce.

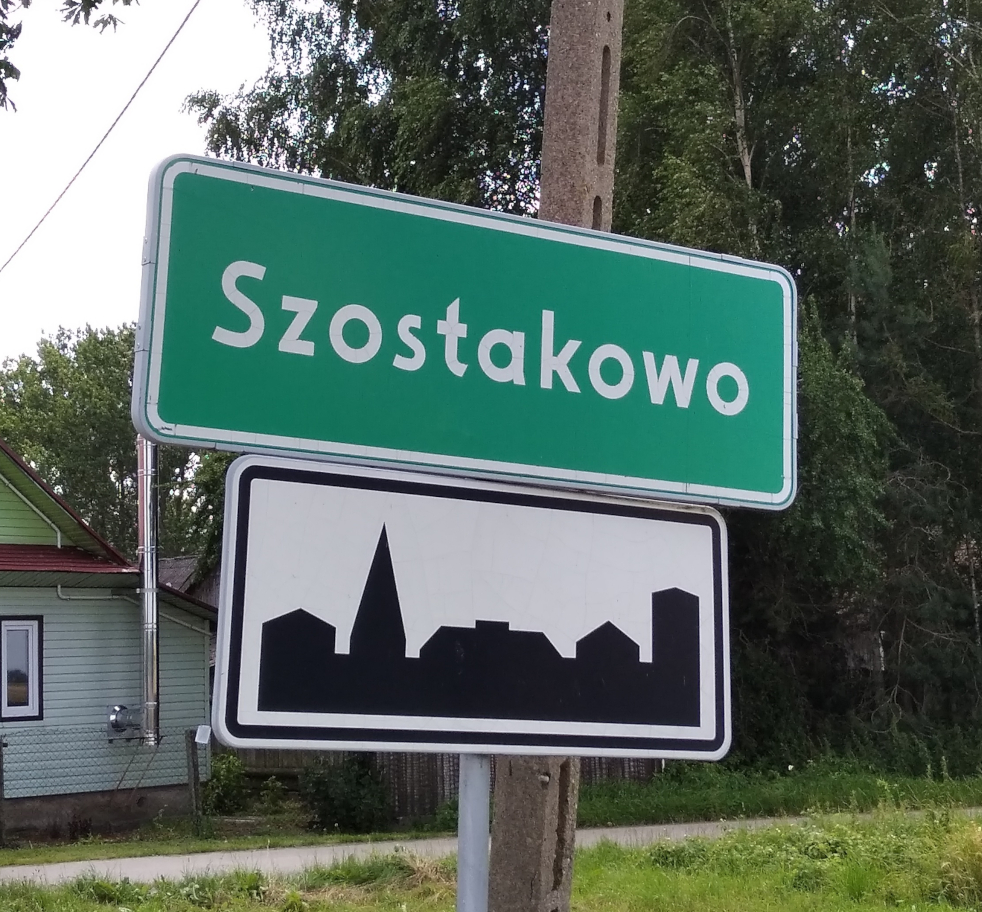
Znak z nazwą miejscowości
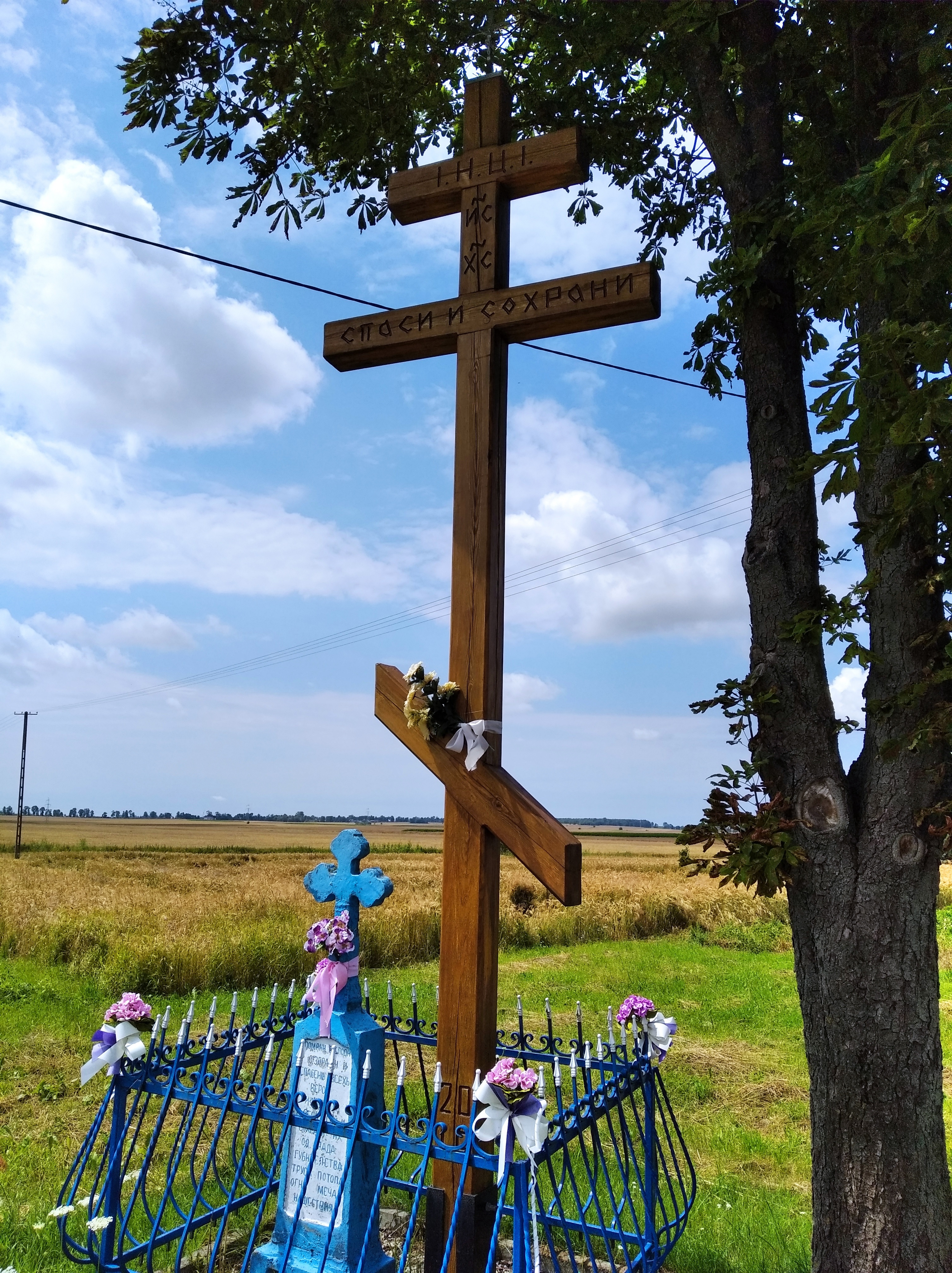
Prawosławny krzyż w Szostakowie